# Halové mistrovství Evropy v atletice 2009 – skok o tyči žen
Skok o tyči žen na halovém mistrovství Evropy v atletice 2009 se konalo v italském Turíně ve dnech 6. března až 8. března 2009; dějištěm soutěže byla hala Oval Lingotto. Ve finálovém běhu zvítězila reprezentantka Ruska Julija Golubčikovová.
Jiřina Ptáčníková nepostoupila z kvalifikace, když výkonem 4,25 (4,05 o 4,25 o 4,35 xxx) obsadila 13. místo ze 20 startujících. Kvalifikační limit činil 4,45; na postup mezi osm finalistek nakonec stačilo překonat 4,35 bez oprav na nižších výškách.
| Umístění         | Sportovec             | 4,20 | 4,35 | 4,50 | 4,60 | 4,65 | 4,70 | 4,75 | 4,80 | Výkon     |
| ---------------- | --------------------- | ---- | ---- | ---- | ---- | ---- | ---- | ---- | ---- | --------- |
| Zlatá medaile    | Julija Golubčikovová  | -    | O    | O    | O    | O    | O    | XXO  | XXX  | 4,75 = PB |
| Stříbrná medaile | Silke Spiegelburgová  | -    | O    | O    | XO   | O    | O    | XXO  | XXX  | 4,75 m NR |
| Bronzová medaile | Anna Battkeová        | -    | O    | XO   | O    | O    | -    | XXX  |      | 4,65 m PB |
| 4.               | Alexandra Kirjašovová | XO   | O    | XO   | XXX  |      |      |      |      | 4,50 m    |
| 5.               | Kristina Gadschiewová | O    | O    | XXX  |      |      |      |      |      | 4,35 m    |
| 6.               | Kate Dennisonová      | O    | OX   | XXX  |      |      |      |      |      | 4,35 m    |
| 7.               | Joanna Piwowarská     | XO   | XO   | XXX  |      |      |      |      |      | 4,35 m    |
| 8.               | Anna Giordano Bruno   | XXX  |      |      |      |      |      |      |      | NM        |